# Citarum
Il Citarum (sondanese: Walungan Citarum) è un fiume della Giava Occidentale (Indonesia), che scorre nei pressi della capitale Giacarta.
Nonostante l'allarmante inquinamento, il fiume riveste un importante ruolo nella vita degli abitanti della regione ed è usato per l'agricoltura e l'industria.

## Inquinamento
Il Citarum è considerato il fiume più inquinato al mondo. Per questo, il 5 dicembre 2008 l'Asian Development Bank ha approvato un prestito di 500 milioni di dollari per ripulire le acque del fiume.
Tuttavia, la rivitalizzazione è cominciata soltanto nel novembre 2011, con un costo stimato attorno ai 4 miliardi di dollari, per una distanza di oltre 180 chilometri che percorre tre diverse città della regione.